# جامعة ولاية أنجيلو
جامعة ولاية أنجيلو هي جامعة عامة في مدينة سان أنجيلو، ولاية تكساس . تأسست عام 1928 باسم كلية سان أنجيلو. حصلت على لقب جامعة ومنحت أول درجات البكالوريوس في عام 1967 ودرجات الدراسات العليا في عام 1969، وهو نفس العام الذي أخذت فيه اسمها الحالي. تقدم 50 برنامجًا جامعيًا و31 برنامجًا للدراسات العليا. تُعد ثاني أكبر حرم جامعي وفق نظام جامعة تكساس التقنية.

## التاريخ

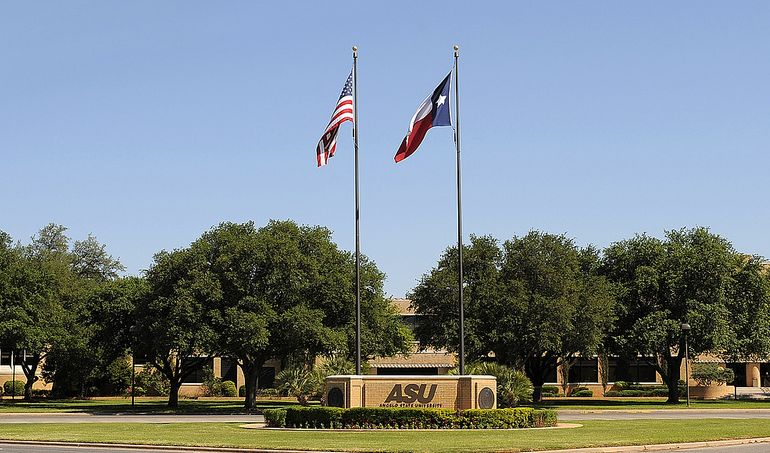
المدخل الرئيسي لجامعة ولاية أنجيلو

يعود تاريخ الجامعة إلى عام 1928، عندما تم إنشاء كلية سان أنجيلو بعد الانتخابات البلدية التي أجريت في عام 1926.
في عام 1947، تم تشييد أول مبنى في موقع الجامعة الحالي.

## الأكاديميون

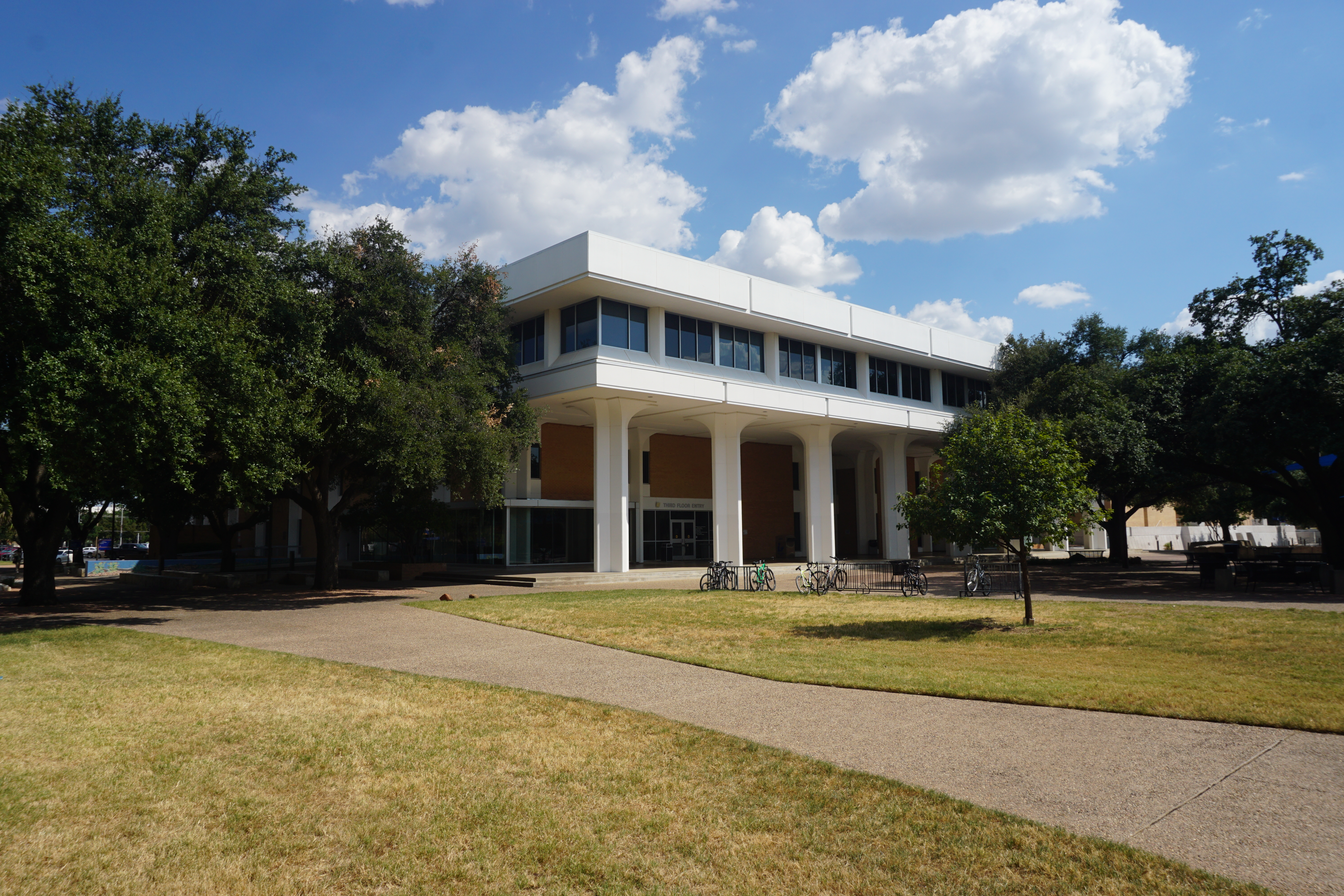
مكتبة بورتر هندرسون في جامعة ولاية أنجيلو

يأتي طلاب الجامعة من جميع أنحاء ولاية تكساس بالإضافة إلى 46 ولاية إضافية و22 دولة أخرى ممثلة أيضًا في إجمالي المسجلين بالجامعة. الجامعة معتمدة من قبل الرابطة الجنوبية للكليات والمدارس.